# Inner Circle (groupe)
Pour les articles homonymes, voir Inner Circle.
Inner Circle est un groupe de reggae jamaïcain formé en 1968 par les frères Ian et Roger Lewis. Les chansons les plus connues du groupe sont Bad Boys et Sweat (A La La La La Long).

## Biographie
En 1973, le guitariste Stephen « Cat » Coore et le pianiste Michael « Ibo » Cooper quittent le groupe. Ils forment Third World, un autre groupe de reggae.
En 1978, Inner Circle participa au One Love Peace Concert, un événement ayant pour but de mettre fin à l'état de guerre civile qui terrorise la Jamaïque. Jacob Miller, chanteur du groupe, joua dans le film Rockers, de la même année. Puis en 1979, ils sortirent l'album Everything Is Great. Ce dernier eut un grand succès: il parvint à entrer dans les Top 20 du Royaume-Uni et grimpa jusqu'au Top 10 en France. Cet album inclut les singles Mary Mary et Music Machine.
Mais le 23 mars 1980, Jacob Miller, le chanteur, décède dans un accident de voiture. À la suite de ce choc, Inner Circle n'enregistra qu'un seul album en six ans, qui s'intitule Something So Good.
En 1986 Calton Coffie, chanteur, rejoint le groupe. En 1987 la chanson Bad Boys est composée pour l'émission de télévision américaine COPS. La chanson sort en single en 1993 et se vend à environ sept millions de copies dans le monde. Elle sera plus tard utilisée pour le film Bad Boys. L'album se verra décerner le titre de « Meilleur Album de Reggae » aux Grammy Awards de 1993. Cet album inclut le titre Sweat (A La La La La Long), devenu maintenant un classique des années 1990.
Depuis leur hit, le groupe se fait appeler The Bad Boys Of Reggae.
Pendant l'année 1995, Calton Coffie fut malade pendant une longue période. Après sa récupération, il se lança dans une carrière solo. Le chanteur a maintenant été remplacé par Kris Bentley.
Une particularité de Inner Circle, est que le groupe joue aux grands festivals de pop rock, aux côtés de Elton John, Jimmy Page, The Black Crowes ou encore Carlos Santana.

## Membres actuels du groupe
Inner Circle est actuellement composé de cinq membres, qui sont :
- Kris Bentley (chanteur)
- Roger Lewis (guitariste)
- Bernard "Touter" Harvey (pianiste)
- Ian Lewis (Bassiste)
- Lancelot Hall (Batteur et percussionniste)

## Discographie
- 1974 - Rock The Boat
- 1975 - Blame It To The Sun
- 1976 - Reggae Thing
- 1977 - Ready For The World
- 1978 - Heavyweight Dub/Killer Dub (avec The Fatman Riddim Section)
- 1979 - Everything Is Great
- 1980 - New Age Music
- 1982 - Something So Good
- 1986 - Black Roses
- 1987 - One Way
- 1991 - Identified
- 1992 - Bad To The Bone
- 1993 - Bad Boys
- 1994 - Reggae Dancer
- 1997 - Da Bomb
- 1999 - Jamika Me Crazy
- 2000 - Big Tings
- 2001 - Jah Jah People
- 2004 - This Is Crucial Reggae
- 2005 -  Jamaika Me Crazy
- 2005 - Bad To The Bone
- 2005 - Greatest Hits
- 2007 - The Best Of Inner Circle: The Capitol Years 1976-1977
- 2007 - Trojan Selecta Volume 5

## Vidéographie

### Clips
- 1992 : Sweat (A La La La La Long), tiré de Bad To The Bone, réalisé par Mathias Julien
- 1996 : Da Bomb, tiré de Da Bomb, réalisé par Patric Ullaeus
- 1996 : I Love Girls, tiré de Da Bomb, réalisé par Patric Ullaeus